# Holwell (Hertfordshire)
Holwell – wieś w Anglii, w hrabstwie Hertfordshire. Leży 26 km na północny zachód od miasta Hertford i 55 km na północ od centrum Londynu.